# Quan hệ Trung Quốc – Việt Nam
Quan hệ Việt Nam – Trung Quốc (Quan hệ Việt-Trung, tiếng Trung: 中越關係) là mối quan hệ giữa hai nước láng giềng vì có chung biên giới trên bộ và trên biển, hai nước có chung thể chế chính trị và có quá trình gắn bó tương tác sâu sắc về văn hóa và lịch sử, cũng như các cuộc xung đột qua lại. Một chính trị gia Việt Nam tóm gọn mối quan hệ Việt-Trung trong 6 chữ "vừa hợp tác, vừa đấu tranh".
Quan hệ Việt-Trung trong gần 2.200 năm tồn tại từ Thế kỷ II trước Tây lịch đến nay có thể chia ra 4 thời kỳ cơ bản. Thời kỳ thứ nhất quen gọi là "thời kỳ Bắc thuộc", từ lúc nhà Hán thôn tính nước Nam Việt của nhà Triệu (năm 111 trước công nguyên) cho đến thời điểm Ngô Quyền xưng vương (năm 939), chưa kể 20 năm nhà Minh đô hộ Việt Nam (1407-1427). Thời kỳ thứ 2 gọi chung là "thời kỳ Đại Việt", dài tương đương, từ khi Ngô Quyền xưng vương (939) đến khi Pháp đặt nền bảo hộ ở Việt Nam và nhà Thanh công nhận chủ quyền của Pháp ở đây (1884). Thời kỳ thứ 3 quen gọi là "thời kỳ Pháp thuộc", kéo dài khoảng 6 thập niên, từ 1884-1945, khi Việt Nam tuyên bố độc lập để thành lập ra Nhà nước Việt Nam Dân chủ Cộng hoà cùng thời điểm Nhật Bản chính thức đầu hàng Đồng minh (Pháp trước đấy đã bị Nhật thay thế hoàn toàn và Nhật hậu thuẫn hoàng đế nhà Nguyễn lập ra Đế quốc Việt Nam). Thời kỳ thứ 4 từ 1945 đến nay. Thời kỳ này gồm 3 giai đoạn: (1) từ cuối thập niên 40 đến cuối thập niên 60, (2) từ đầu thập niên 70 đến cuối thập niên 80, (3) từ đầu thập niên 90 đến nay.

## Thời kỳ quân chủ
Lịch sử Việt Nam trong giai đoạn hai nghìn năm trước cận đại không thể lý giải chính xác nếu không gắn với quan hệ về mặt chính trị với Trung Quốc.
Từ Thế kỷ II TCN đến nửa đầu Thế kỷ X, Việt Nam chịu sự thống trị trực tiếp của các triều đình trung ương Trung Quốc ở phương Bắc trong một thời kỳ rất dài đến khi giành được độc lập chính thức. Thời kỳ này trong lịch sử Việt Nam thường được gọi là "thời kỳ Bắc thuộc", một số cuộc khởi nghĩa địa phương đã nổ ra lúc đấy nhưng đã bị triều đình trung ương dập tắt.
Từ sau khi thoát khỏi ách thống trị của Trung Quốc giành độc lập vào nửa đầu thế kỷ X sau sự sụp đổ của nhà Đường đến trước khi rơi vào ách thống trị của thực dân Pháp vào nửa sau thế kỷ XIX, trong 1.000 năm, Việt Nam đã thiết lập quan hệ bang giao, vừa duy trì quan hệ thân thiện về chính trị vừa đồng thời tiếp nhận văn hóa Trung Quốc trong "trật tự thế giới kiểu Trung Hoa", theo cách nói của người Trung Quốc. Đây là lúc Việt Nam không còn là quận huyện trong đế quốc Trung Hoa nữa, và Trung Hoa cũng phải chấp nhận cho Việt Nam nằm ngoài cương vực của mình. Lịch sử quan hệ Việt-Trung trong thời kỳ này là lịch sử xung đột và thỏa hiệp, thể chế hóa các xung đột và thỏa hiệp ấy. Việt Nam thực hiện 1 chính sách ngoại giao cây tre. 1 mặt trên hình thức Việt Nam vẫn công nhận trật tự thế giới của Trung Quốc, cử các sứ đoàn ngoại giao sang Trung Quốc bang giao và duy trì mối quan hệ gần gũi với Trung Quốc, mặt khác vẫn duy trì nền độc lập hoàn toàn của mình.
Đây cũng là thời kỳ nổ ra rất nhiều cuộc xung đột đẫm máu giữa 2 nước, với phần đông các cuộc xâm lược từ Trung Quốc vào Việt Nam (bao gồm cả triều đại nhà Nguyên của người Mông Cổ), nhà Minh sau khi đánh đuổi người Mông Cổ thì đã từng tiến hành tái thôn tính Việt Nam nhưng sau đấy thì họ vẫn lại buộc phải trao trả độc lập lại cho Việt Nam sau sự chống trả quyết liệt của người Việt Nam khiến nhà Minh sa lầy không thể thắng được, sau đấy lại phải phong vương lại cho người bản địa.
Nhưng người Việt vẫn xưng Hoàng đế để ngang hàng với Hoàng đế Trung Quốc qua các thời kỳ, thậm chí nhà Tống và nhà Minh từng liên minh ngoại giao với Chăm-pa nhằm kiềm chế Việt Nam nhưng thất bại do chủ trương Nam tiến của triều đình Việt Nam.

## Thời kỳ Pháp thuộc
Thời Pháp thuộc, Việt Nam bị chia làm 3 kỳ, nằm trong Liên bang Đông Dương thuộc Pháp: Bắc Kỳ và Trung Kỳ là xứ bảo hộ, Nam Kỳ là thuộc địa. Với Hiệp ước Pháp-Thanh 1885, Mãn Thanh (lúc đấy đại diện Trung Quốc) phải từ bỏ bá quyền của mình và thừa nhận sự bảo hộ của Pháp đối với Việt Nam (nhà Nguyễn). Quan hệ giữa Việt Nam và Trung Quốc do Pháp đảm nhiệm và trở thành 1 bộ phận của quan hệ Pháp-Trung. Thời kỳ này cũng là thời kỳ mà Trung Hoa phải từ bỏ mô hình thế giới truyền thống của mình và áp dụng mô hình thế giới kiểu Âu, 1 kiểu trật tự thế giới được công nhận ở châu Âu từ sau Hòa ước Westfalen (1648). Sự khác biệt lớn nhất giữa 2 mô hình Trung Hoa và Tây phương là trật tự thế giới kiểu Trung Hoa đòi hỏi phải có 1 trung tâm thiên hạ, đại diện là hoàng đế Trung Quốc với tư cách "thiên tử", xung quanh Trung Hoa là 1 hệ thống các "phiên bang", "chư hầu", "thuộc quốc", tức là 1 sự phân biệt trên dưới rất rõ ràng; trong khi trật tự thế giới kiểu Westfalen không công nhận 1 trung tâm quyền lực tối thượng đứng trên các nước khác, cai quản cả thế giới dù chỉ trên danh nghĩa. Các nước có chủ quyền tối cao trong vùng lãnh thổ của mình, và do đó là ngang nhau trên trường quốc tế. Tuy nhiên, hành xử của các nước Tây phương mang tính 2 mặt. Hình thức ngoại giao là mô hình Westfalen, còn trên thực tế là chính trị dựa trên sức mạnh (power politics).
Tại Việt Nam, Pháp dùng vũ lực chiếm Nam Kỳ và ép nhà Nguyễn ký Hòa ước Giáp Tuất (1874) công nhận chủ quyền vĩnh viễn của Pháp ở Nam Kỳ. Sau đó, bằng sức mạnh quân sự, Pháp ký với nhà Nguyễn Hòa ước Giáp Thân (1884) đặt Đại Nam dưới sự bảo hộ của Pháp. Nhà Thanh ký Hòa ước Thiên Tân (1885) với Pháp chấm dứt chiến tranh Pháp-Thanh, rút quân Thanh khỏi Bắc Kỳ và công nhận nền bảo hộ của Pháp với Việt Nam. Trên danh nghĩa nhà Nguyễn vẫn cai trị nước Đại Nam nhưng phải chịu sự chi phối của Khâm sứ đại diện cho chính phủ Pháp. Riêng đối với Trung Hoa, do nước này quá lớn và còn rất mạnh, không 1 đế quốc phương Tây nào đủ khả năng một mình tuyên chiến và xâm lược Trung Quốc, kể cả nước có nhiều thuộc địa nhất thời đó là Đế quốc Anh nên sau năm 1901, khi Trung Quốc thua trận trước liên quân tám nước và ký Hiệp ước Tân Sửu các nước phương Tây bắt Trung Hoa phải tô nhượng cho họ các vùng đất nhỏ ở duyên hải gần đầu mối giao thương làm tô giới cùng với các quyền lợi về kinh tế, đồng thời thiết lập các "vùng ảnh hưởng" (là các khu vực ảnh hưởng của các đế quốc phương Tây ở Trung Quốc, các vùng ấy hoàn toàn không phải là thuộc địa, Triều đình Nhà Thanh vẫn có quyền lực cai trị tối cao nhưng nằm trong sự kiểm soát của các cường quốc Châu Âu và ở đó các cường quốc có nhiều quyền lợi về thuế quan, thương mại).
Thời kỳ này có nhiều nhà cách mạng chống Pháp của Việt Nam, đặc biệt trong phong trào Cần Vương, đã sang Trung Hoa nương náu hoặc cầu viện, như Tôn Thất Thuyết, Nguyễn Thiện Thuật... Năm  1884-1885, chiến tranh Pháp–Thanh bùng nổ trên chiến trường Bắc Kỳ.
Năm 1911, Cách mạng Tân Hợi bùng nổ lật đổ nhà Thanh của người Mãn Châu và thành lập nhà nước cộng hoà cho người Trung Quốc, một số người Việt Nam lấy tấm gương của cách mạng Trung Quốc làm hình mẫu, đặc biệt là làm cơ sở hình thành nên Việt Nam Quốc dân Đảng.

## Thời kỳ hiện đại

### Giai đoạn1945-1949
Tại Việt Nam xảy ra cuộc chiến giữa Việt Nam Dân chủ Cộng hòa và Pháp, đồng thời ở Trung Quốc (Trung Hoa Dân Quốc), xảy ra nội chiến giữa 2 bên do Tưởng Giới Thạch và Mao Trạch Đông cầm đầu, quan hệ thời này chia thành quan hệ giữa 4 bên (Pháp, Việt Nam Dân chủ Cộng hòa, Trung Hoa dân quốc và Cộng hòa Nhân dân Trung Hoa), ngoài ra thì năm 1949 thì Pháp cũng hậu thuẫn cho sự thành lập của Chính phủ Quốc gia Việt Nam.

### Giai đoạn1949-1979
Giai đoạn này có thể chia làm các giai đoạn ngắn hơn:
Giai đoạn 1949-1954
Ngày 18/1/1950, nước Trung Quốc mới đã công nhận Việt Nam Dân chủ Cộng hòa.
Giai đoạn chiến tranh chống Pháp, kết thúc bằng chiến thắng Điện Biên Phủ. Giai đoạn này Trung Quốc đã viện trợ cho Việt Nam Dân chủ Cộng hòa và Mặt trận Việt Minh chống Pháp. Quan hệ giữa Việt Nam Dân chủ Cộng hòa với Trung Quốc được nâng lên cấp đại sứ vào tháng 4/1951.
Giai đoạn 1954-1972
Việt Nam đã bắt đầu bị chia cắt theo Hiệp định Genève vào ngày 21 tháng 7 năm 1954 và Trung Quốc đứng về phía Miền Bắc Việt Nam.
Cuộc trao đổi này diễn ra vào ngày 13/4/1966, khi những bất đồng về đường lối trong Phong trào Cộng sản Quốc tế đang phát triển đến đỉnh điểm giữa 2 đảng cộng sản Liên Xô và Trung Quốc. Khi đó Việt Nam phải thực hành 1 chính sách tạo thăng bằng trong quan hệ với 2 nước Xã hội Chủ nghĩa khổng lồ là Liên Xô và Trung Quốc để tranh thủ được viện trợ của cả hai. Giai đoạn này dù không chính thức ủng hộ miền Bắc Việt Nam phát động chiến tranh tại miền Nam, Trung Quốc đã viện trợ cho Việt Nam Dân chủ Cộng hòa và Mặt trận Dân tộc Giải phóng miền Nam Việt Nam chống Mỹ. Trung Quốc khuyên Việt Nam nên đánh lâu dài, đánh du kích và không đánh lớn. Trung Quốc cũng cho Mỹ biết họ sẽ không trực tiếp tham chiến tại Việt Nam nếu Mỹ không đưa quân vượt biên giới Việt-Trung vào lãnh thổ Trung Quốc. Do Chia rẽ Trung-Xô nên Trung Quốc không chấp nhận phối hợp với Liên Xô ủng hộ cuộc kháng chiến của Việt Nam cũng như không ủng hộ việc thành lập Mặt trận quốc tế thống nhất ủng hộ Việt Nam.
Ở phía Nam, quan hệ giữa Trung Quốc và Việt Nam Cộng hòa khá căng thẳng khi chính phủ Việt Nam Cộng hòa từ chối công nhận Cộng hòa Nhân dân Trung Hoa, và đồng thời tìm cách đồng hóa người Hoa ở đây với quy mô lớn. Cộng hòa Nhân dân Trung Hoa cũng không công nhận chính phủ Việt Nam Cộng hòa, đồng thời phản đối việc quân đội Mỹ tiến hành chiến tranh ở Việt Nam.
Giai đoạn 1972-1979
Khi Việt Nam Dân chủ Cộng hòa đàm phán với Mỹ để ký kết Hiệp định Paris 1973, Trung Quốc không ủng hộ Việt Nam Dân chủ Cộng hòa mà đe dọa sẽ cắt viện trợ nếu Việt Nam Dân chủ Cộng hòa thỏa hiệp với Mỹ. Từ năm 1969 Trung Quốc đã giảm viện trợ cho Việt Nam Dân chủ Cộng hòa 20% so với năm 1968 do Việt Nam Dân chủ Cộng hòa tự đàm phán với Mỹ để chấm dứt chiến tranh (không mời Trung Quốc). Cuối thập kỷ 1960, chính quyền Bắc Kinh rút gần như tất cả quân đội về nước.
Năm 1972, Tổng thống Mỹ Nixon sang thăm Trung Quốc. 2 nước ký Tuyên bố chung Thượng Hải, đặt nền móng cho liên minh chiến lược chống lại Liên Xô. Việc Trung Quốc bắt tay với Mỹ làm rạn nứt quan hệ 2 nước, khiến Việt Nam xích lại gần Liên Xô. Khi Trung Quốc đàm phán với Mỹ để bình thường hóa quan hệ giữa 2 quốc gia vấn đề Việt Nam trở thành chủ đề thảo luận của 2 bên. Mỹ yêu cầu Trung Quốc chấm dứt ủng hộ Việt Nam Dân chủ Cộng hòa xâm lược Việt Nam Cộng hòa. Trung Quốc đề nghị Việt Nam Dân chủ Cộng hòa sớm thỏa hiệp với Mỹ để họ rút quân về nước và trao trả tù binh cho Mỹ trong khi Mỹ muốn có 1 giải pháp có lợi cho họ và đồng minh Việt Nam Cộng hòa đồng thời giảm viện trợ cho nhà nước này. Việt Nam Dân chủ Cộng hòa cho rằng Trung Quốc đã phản bội họ. Quan hệ giữa Việt Nam Dân chủ Cộng hòa và Trung Quốc ngày càng xấu đi nhất là sau sự kiện Hải chiến Hoàng Sa 1974 mà Trung Quốc dùng vũ lực đánh chiếm đảo từ lực lượng Hải quân Việt Nam Cộng hòa. Điều này được coi như là giọt nước tràn ly mà đến nay nhiều người Việt xem là hành động xâm lăng của Trung Quốc và đến giờ vẫn là điều khó phai trong quan hệ 2 nước.
Sau sự sụp đổ của Chính phủ Việt Nam Cộng hoà và sự tiếp quản chính thức của một Nhà nước trung lập chuyển tiếp ở Miền Nam Việt Nam vào ngày 30 tháng 4 năm 1975, Việt Nam đã tái thống nhất hoà bình dưới chính thể Miền Bắc vào ngày 2 tháng 7 năm 1976, tuy nhiên quan hệ Việt-Trung vẫn ngày càng căng thẳng. Trung Quốc cắt giảm mạnh viện trợ cho Việt Nam với lý do họ đang gặp nhiều khó khăn. Sau khi Việt Nam gia nhập Hội đồng Tương trợ Kinh tế, Trung Quốc chấm dứt viện trợ cho Việt Nam. 1 mặt do quan hệ Liên Xô - Trung Quốc vẫn ở trạng thái thù địch, mà Việt Nam lại ký Hiệp ước hữu nghị và hợp tác giữa Cộng hoà Xã hội chủ nghĩa Việt Nam và Liên bang Cộng hoà Xã hội chủ nghĩa Xô Viết khiến Trung Quốc muốn có 1 đồng minh khác tại Đông Nam Á thay thế Việt Nam nên họ trợ giúp toàn diện chính quyền Khmer Đỏ tại Campuchia. Tuy nhiên tới giữa 1978, Trung Quốc vẫn mong muốn lôi kéo Việt Nam khỏi quan hệ đồng minh thân thiết với Liên Xô. Nhờ có viện trợ của Trung Quốc nên Khmer Đỏ cảm thấy tự tin hơn và tiến hành quấy phá biên giới phía Nam Việt Nam cũng như Lào và Thái Lan. Khi quân đội Việt Nam lật đổ chính quyền Khmer Đỏ, Trung Quốc càng thù địch với Việt Nam hơn. Năm 1978, chính quyền Việt Nam cải tạo công thương nghiệp tại miền Nam Việt Nam khiến cộng đồng người Hoa ở đây chịu thiệt hại nặng trong khi đó quan hệ Việt-Trung ngày càng xấu đi khiến người Hoa ồ ạt di tản khỏi Việt Nam. Trung Quốc tố cáo Việt Nam đã xua đuổi người Hoa khỏi nước này. Quan hệ giữa 2 quốc gia cực kỳ căng thẳng.

### Giai đoạn1979-1991

#### Chiến tranh biên giới

Một áp phích của Việt Nam năm 1979 cho thấy quan hệ căng thẳng giữa hai nước vào thời điểm này.

Chiến tranh biên giới Việt Trung xảy ra tháng 2/1979 là cực điểm của quan hệ căng thẳng giữa Việt Nam và Trung Quốc. Trong thời gian đó, Việt Nam gọi Trung Quốc là "phản động", "bành trướng", "bá quyền". Đồng thời Trung Quốc cũng gọi Việt Nam là "khỉ An Nam". Việt Nam cũng thường chỉ trích Trung Quốc đã theo chiến lược  "liên Mỹ đả Việt" và xem đó là quốc sách của Trung Quốc trong thời điểm đó, đặc biệt sau khi Việt Nam biết được những cuộc mật đàm giữa Chu Ân Lai và Henry Kissinger. Trong khi đó Trung Quốc muốn cải thiện quan hệ Mỹ-Trung để phá vỡ thế bị cô lập trong quan hệ quốc tế và cải cách kinh tế, mở cửa giao thương với toàn thế giới. Tại thời điểm này Việt Nam bị rất nhiều nước trên thế giới, đặc biệt là các nước Đông Nam Á lên án vì đã can thiệp quân sự vào Campuchia. Chỉ có Liên Xô và các đồng minh thân cận của nước này ủng hộ Việt Nam.
Chiến tranh biên giới Việt-Trung 1979 xảy ra, kéo dài suốt hơn 10 năm, để lại nhiều hậu quả cho phía Việt Nam. Phía Trung Quốc cho rằng cuộc chiến 1979 chủ yếu để "dạy cho Việt Nam một bài học" vì "xâm lăng Campuchia", nước khi đó là đồng minh của Trung Quốc. Theo Thiếu tướng Nguyễn Trọng Vĩnh, Trung Quốc đánh Việt Nam "Cũng một cách nữa là họ trả thù cho Pol Pot. Đồng thời lúc bấy giờ ông Đặng Tiểu Bình cũng muốn quan hệ với Mỹ cho nên đánh chúng tôi để cho Mỹ thấy rằng là giữa Trung Quốc và Việt Nam không phải là đồng minh, không phải là cùng nhau Cộng sản nữa. Trung Quốc muốn cho Mỹ tin để phát triển quan hệ với Trung Quốc. Vì Trung Quốc lúc bấy giờ muốn phát triển quan hệ với Mỹ. Đánh Việt Nam là một món quà tặng cho Mỹ." Cuộc chiến với Việt Nam cũng là cách để quân đội Trung Quốc tập luyện sau một thời gian dài không có chiến tranh cũng như thúc đẩy quá trình hiện đại hóa quân đội Trung Quốc. 2 nước cũng có các cuộc xung đột cục bộ dọc biên giới đất liền.
Năm 1988, Hải quân Quân giải phóng Nhân dân Trung Hoa đưa quân chiếm đóng bãi đá Colin, bãi đá Len Đao và bãi đá Gạc Ma thuộc quần đảo Trường Sa, do 3 bãi đá này không có quân đội đồn trú nên Hải quân Nhân dân Việt Nam phải đưa quân ra bảo vệ, đánh trả và cuộc chiến nổ ra vào ngày 14/3/1988. Phía Việt Nam mất 3 tàu vận tải của hải quân Việt Nam, 64 chiến sỹ hải quân Việt Nam đã hy sinh. Trung Quốc bị hư hại tàu chiến, thương vong 24 thủy binh. Kể từ đó Trung Quốc đã chiếm đóng bãi đá Gạc Ma và 2 nước cùng cho hải quân ra đóng giữ một số bãi ngầm khác mà 2 bên cùng tuyên bố chủ quyền, đặc biệt là phía Việt Nam chiếm ưu thế về số lượng đóng giữ ở khu vực biển Trường Sa.

#### Bình thường hóa quan hệ
Năm 1989, với việc rút quân của Việt Nam khỏi Campuchia, quan hệ Việt Trung có cơ sở để bình thường hóa. Hội nghị Thành Đô ngày 3-4/9/1990 là bước ngoặt của quan hệ Trung-Việt. Tại đây, phía Việt Nam có Nguyễn Văn Linh, Tổng Bí thư Đảng Cộng sản Việt Nam, Đỗ Mười, Chủ tịch Hội đồng Bộ trưởng và Phạm Văn Đồng, Cố vấn Ban chấp hành Trung ương Đảng Cộng sản Việt Nam. Phía Trung Quốc có Tổng Bí thư Giang Trạch Dân, Thủ tướng Lý Bằng. Cuộc gặp mặt này được thực hiện theo gợi ý của Đặng Tiểu Bình. Hai bên ký kết Kỷ yếu Hội nghị đồng thuận bình thường hóa quan hệ hai nước. Nhưng người được cho là đóng vai trò liên lạc trong mật nghị là ông Lê Đức Anh, nguyên Bộ trưởng Bộ quốc Phòng, đã có những buổi tiếp bí mật với ông Trương Đức Duy, Đại sứ toàn quyền Trung Quốc tại Việt Nam. Tất cả những cuộc gặp mặt bí mật này vẫn còn nằm trong vòng bí mật.
Ngày 5/11/1991, Đỗ Mười, Tổng Bí thư Đảng Cộng sản Việt Nam và Võ Văn Kiệt, Chủ tịch Hội đồng Bộ trưởng đến thăm Trung Quốc. Ngày 7/11/1991, Hiệp định mậu dịch Trung - Việt và hiệp định tạm thời về việc xử lý công việc biên giới 2 nước đã được ký tại Nhà khách quốc gia Điếu Ngư Đài, Bắc Kinh.

### Giai đoạn sau năm1991

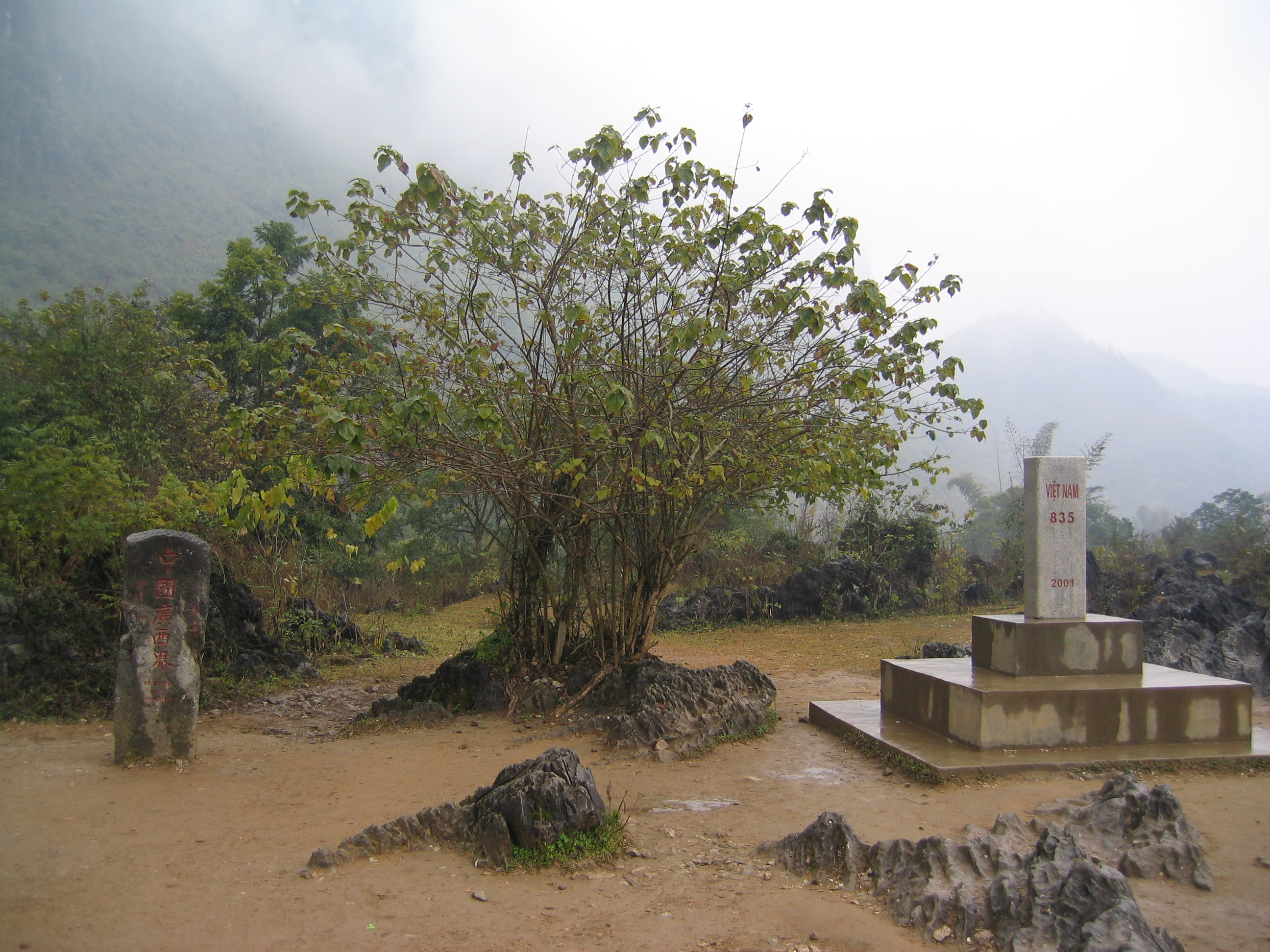
Cột mốc ở khu vực biên giới Việt Nam - Trung Quốc

Quan hệ Việt Nam - Trung Quốc trong những năm đầu thế kỷ XXI phát triển theo hướng Việt Nam ngày càng có quan hệ sâu rộng với Trung Quốc trong hầu hết các lĩnh vực, đặc biệt là kinh tế và chính trị. Báo chí Việt Nam những năm gần đây luôn luôn ca ngợi tình hữu hảo 2 nước, cho dù 2 bên có tranh chấp tại khu vực biển Đông mà cả hai nước đều tuyên bố chủ quyền. Dưới thời Tổng Bí thư Lê Khả Phiêu, Việt Nam ký 2 Hiệp định Biên giới trên bộ và phân chia vịnh Bắc Bộ với Trung Quốc. Theo báo chí chính thống của Việt Nam, Việt Nam có quan hệ mật thiết "môi hở răng lạnh" với Trung Quốc. Hai nước đều do 2 Đảng Cộng sản lãnh đạo.
Giai đoạn sau này đánh dấu bằng một số mốc sau:
- Hiệp định Biên giới trên Bộ Việt-Trung.
- Hiệp định Phân định Vịnh Bắc Bộ.

Các vấn đề còn nổi cộm trong quan hệ giữa hai nước bao gồm:
- Phân chia biên giới trên biển: Đường lưỡi bò của Trung Quốc trên vùng biển mà Việt Nam tuyên bố chủ quyền.
- Chủ quyền 2 quần đảo Hoàng Sa và Trường Sa. Tháng 1/1974, hải quân Trung Quốc đụng độ với hải quân Việt Nam Cộng hòa tại Hoàng Sa và chiếm đóng các đảo này. Năm 1988, Trung Quốc đưa quân chiếm một số đảo tại quần đảo Trường Sa.[20] Năm 2009, Trung Quốc tuyên bố lãnh thổ của họ tại biển Đông (hay Nam Trung Hoa) kéo dài toàn bộ vùng biển này, theo hình lưỡi bò. Ngược lại, chính phủ Việt Nam cũng tuyên bố chủ quyền với 2 quần đảo, bác bỏ những tuyên bố chủ quyền của Trung Quốc và gọi đó là những tuyên bố vô căn cứ.

#### Ảnh hưởng văn hóa
Trung Quốc với tư cách là một thị trường văn hoá lớn tiếp tục có những ảnh hưởng về Văn hóa tới Việt Nam kể từ sau khi bình thường hóa quan hệ, cho phép các loại hình văn hóa của Trung Quốc được xuất bản rộng rãi tại Việt Nam. Rất nhiều các loại phim Trung Quốc được dịch và trình chiếu tại các đài truyền hình Trung ương và địa phương. Giao lưu nhân dân 2 nước cũng được hai nhà nước chú trọng.

#### Quan hệ kinh tế và thương mại
| Số liệu mậu dịch song phương Việt Nam - Trung Quốc (tỷ USD) | Số liệu mậu dịch song phương Việt Nam - Trung Quốc (tỷ USD) | Số liệu mậu dịch song phương Việt Nam - Trung Quốc (tỷ USD) |
| Năm                                                         | Tổng lượng nhập từ Trung Quốc                               | Tổng lượng xuất sang Trung Quốc                             |
| ----------------------------------------------------------- | ----------------------------------------------------------- | ----------------------------------------------------------- |
| 2007                                                        | 12,709                                                      | 3,646                                                       |
| 2008                                                        | 15,973                                                      | 4,850                                                       |
| 2009                                                        | 16,673                                                      | 5,402                                                       |
| 2010                                                        | 20,203                                                      | 7,742                                                       |
| 2011                                                        | 24,866                                                      | 11,613                                                      |

Trong chuyến thăm Trung Quốc của Tổng Bí thư Nông Đức Mạnh tháng 5/2008, hai bên nhất trí phát triển "quan hệ đối tác hợp tác chiến lược toàn diện". Tính đến năm 2024, Việt Nam mới chỉ thiết lập quan hệ đối tác hợp tác chiến lược toàn diện với Nga,Trung Quốc, Nhật Bản, Ấn Độ, Hàn Quốc và Hoa Kỳ, Nhật Bản và Úc.
Từ khi bình thường hóa quan hệ năm 1991 đến nay, quan hệ kinh tế thương mại Trung Quốc - Việt Nam được khôi phục và phát triển nhanh chóng. Kim ngạch thương mại giữa 2 nước từ hơn 30 triệu USD năm 1991 lên 22,5 tỷ USD năm 2009, tăng gấp gần 700 lần. Trung Quốc đã trở thành bạn hàng lớn nhất của Việt Nam, vừa là nguồn nhập khẩu lớn nhất vừa là thị trường xuất khẩu lớn nhất của Việt Nam. Lợi ích thương mại song phương mang lại cho 2 nước là điều dễ dàng nhìn thấy. Hàng hóa xuất khẩu sang Trung Quốc của Việt Nam chủ yếu gồm dầu thô, than đá và một số nông sản nhiệt đới, sản phẩm nhập khẩu từ Trung Quốc chủ yếu có máy móc thiết bị, thép, sản phẩm hóa chất, thiết bị vận tải, linh kiện điện tử, điện thoại, nguyên phụ kiện dệt may, da giày, phân bón, vật tư nông nghiệp, và hàng tiêu dùng. Có thể thấy, những năm gần đây, kết cấu hàng thương mại giữa 2 nước thay đổi không lớn, Việt Nam vẫn dựa vào xuất khẩu khoáng sản, nguyên liệu thô và nông sản là chủ yếu trong đó có xuất khẩu bauxite sang Trung Quốc theo thỏa thuận hợp tác kinh tế giữa hai quốc gia.; còn nhập khẩu từ Trung Quốc chủ yếu là nguyên liệu đầu vào cho sản xuất, hàng công nghiệp và hàng tiêu dùng do khả năng cạnh tranh của hàng Việt Nam so với Trung Quốc còn yếu, nhiều mặt hàng Việt Nam chưa tự sản xuất được nên phải nhập khẩu từ Trung Quốc. Nhưng cùng với thương mại song phương liên tục tăng trưởng, vấn đề mất cân bằng trong thương mại giữa hai nước đã ngày càng bộc lộ. Việt Nam hết sức coi trọng vấn đề nhập siêu trong thương mại với Trung Quốc. Việt Nam cố gắng tăng xuất khẩu sang Trung Quốc để cân bằng cán cân thương mại nhưng cơ cấu hàng xuất khẩu không có sự thay đổi lớn vì hàng công nghiệp của Việt Nam vẫn chưa đủ sức cạnh tranh trên thị trường Trung Quốc. Đến đầu năm 2018, Trung Quốc đã trở thành thị trường xuất khẩu lớn nhất của Việt Nam trong đó kim ngạch xuất khẩu hàng công nghiệp tăng, một số mặt hàng nông nghiệp và dầu thô giảm; Trung Quốc hiện vẫn là thị trường tiêu thụ rau quả lớn nhất của Việt Nam. Nền kinh tế Việt Nam phụ thuộc rất lớn vào thương mại song phương giữa hai nước.
Các doanh nghiệp Trung Quốc cũng tham gia đầu tư nhiều dự án lớn tại Việt Nam. Nhiều dự án lớn được các nhà thầu Trung Quốc thắng thầu và triển khai. Trong các dự án nhiệt điện, cơ sở hạ tầng, vốn vay của Trung Quốc ngày càng tăng trong tổng lượng vốn vay của Việt Nam. Sự tham gia của Trung Quốc trong một số dự án như trồng rừng ở biên giới, dự án khai thác bô xít ở Tây Nguyên gây ra dư luận lo ngại sự hiện diện của họ tại các địa điểm này có thể ảnh hưởng đến an ninh - quốc phòng của Việt Nam.
Vị trí địa lý nằm phía Nam Trung Quốc, thị trường hơn 1 tỷ dân, là một điều kiện thuận lợi cho phát triển kinh tế mà Việt Nam phải tận dụng nhưng đồng thời cũng là thách thức lớn khi Trung Quốc là công xưởng của thế giới vì họ có khả năng sản xuất ra hàng hóa với chi phí thấp, đa dạng về chủng loại và mẫu mã, có sức cạnh tranh cao.

#### Quan hệ chính trị

Chủ tịch nước Lê Đức Anh thăm Trung Quốc, năm 1993

Sau khi bình thường hóa quan hệ, hai nước đã nỗ lực đẩy mạnh quan hệ chính trị. Hai bên tránh nhắc lại những bất đồng, xung đột trong quá khứ để hướng đến tương lai. Về mặt ngoại giao chính thức, Việt Nam luôn cam kết tuân theo "Phương châm 16 chữ vàng", là láng giềng tốt của Trung Quốc. Việt Nam và Trung Quốc sẽ kiềm chế những xung đột, tranh chấp trên biển Đông, không để ảnh hưởng đến quan hệ giữa 2 nước. Chủ tịch Quốc hội Nguyễn Phú Trọng họp báo (10/4/2007 tại Bắc Kinh) và tuyên bố: "Quan hệ Trung-Việt chưa lúc nào tốt đẹp như lúc này".
Kỷ niệm 64 năm thiết lập quan hệ ngoại giao Việt-Trung (18/1/1950-18/1/2014) ngày 17/1/2014, Đại sứ quán Việt Nam tại Trung Quốc đã tổ chức chiêu đãi trọng thể. Đại sứ Nguyễn Văn Thơ cho biết Đảng, Chính phủ và nhân dân Việt Nam luôn trân trọng sự ủng hộ quý báu và hiệu quả của Đảng, Nhà nước và nhân dân Trung Quốc đối với sự nghiệp cách mạng giải phóng dân tộc và thống nhất đất nước của nhân dân Việt Nam trước đây cũng như trong công cuộc xây dựng chủ nghĩa xã hội ngày nay. Đại sứ cho biết năm 2013, quan hệ Việt-Trung về tổng thể đã đạt được nhiều phát triển mới cả chiều rộng lẫn chiều sâu.
Từ ngày 30/10 đến ngày 1/11/2022, nhận lời mời của Tổng Bí thư Đảng Cộng sản Trung Quốc, Chủ tịch nước Cộng hòa Nhân dân Trung Hoa Tập Cận Bình, Tổng Bí thư Ban Chấp hành Trung ương Đảng Cộng sản Việt Nam Nguyễn Phú Trọng đã có chuyến thăm Trung Quốc. Tổng Bí thư Nguyễn Phú Trọng đã hội đàm với Tổng Bí thư, Chủ tịch Trung Quốc Tập Cận Bình; nhận Huân chương Hữu nghị của nước Cộng hòa nhân dân Trung Hoa do Tổng Bí thư, Chủ tịch Trung Quốc Tập Cận Bình thay mặt Đảng, Chính phủ Trung Quốc trao tặng. Kết thúc chuyến thăm, hai nước đã ra Tuyên bố chung Việt Nam-Trung Quốc về việc tiếp tục đẩy mạnh và làm sâu sắc hơn nữa quan hệ đối tác hợp tác chiến lược toàn diện Việt Nam-Trung Quốc. Hai bên cho rằng Việt Nam và Trung Quốc vừa là láng giềng tốt, bạn bè tốt, núi sông liền một dải, vừa là đồng chí tốt, đối tác tốt cùng chung chí hướng, chia sẻ vận mệnh chung, cùng dốc sức vì nhân dân hạnh phúc, đất nước giàu mạnh và sự nghiệp cao cả hòa bình và phát triển của nhân loại. 
Tuy nhiên một số phương tiện truyền thông của Trung Quốc tuyên truyền làm đa số người dân Trung Quốc luôn nhầm lẫn rằng Việt Nam là kẻ thù của nước họ; thậm chí rất nhiều người Trung Quốc vẫn có cái nhìn lệch lạc, xuyên tạc, hoặc thiếu tôn trọng và thiện cảm khi biết về Việt Nam. Và báo Trung Quốc viết rằng Việt Nam gây hấn và thiếu thiện chí và thậm chí muốn chiếm lãnh hải của Trung Quốc nhằm đoạt nguồn dầu khí và hải sản của Trung Quốc. Còn tại Việt Nam, rất nhiều cá nhân, tổ chức luôn nói đến những tranh chấp, xung đột giữa 2 nước trong quá khứ lẫn hiện tại cũng như tìm cách bôi nhọ Trung Quốc để định hướng dư luận xem Trung Quốc là mối đe dọa an ninh nguy hiểm của Việt Nam và kẻ thù xấu của thế giới để từ đó chỉ trích nhà nước Việt Nam vì họ đã duy trì quan hệ tốt đẹp với Trung Quốc, thậm chí lên án Nhà nước chỉ là tay sai của Trung Quốc và phá hủy quan hệ giữa hai nước này. Nhà nước Trung Quốc và Việt Nam luôn ý thức rằng phải kiềm chế những thành phần cực đoan ở mỗi nước, không để họ gây ảnh hưởng xấu đến mối quan hệ của hai nước.

## Nhận định
Ngô Sĩ Liên, người biên soạn Đại Việt sử ký toàn thư đã than về việc một ông vua nước Nam Lý Phật Tử (lên ngôi sau cái chết của Lý Nam Đế, người đã gây dựng cuộc khởi nghĩa năm 541 chống lại sự chi phối của Trung Quốc) hàng phục nhà Tùy (Trung Quốc) như sau:
| “ | "Sự cường nhược của Nam Bắc đều có lúc. Nếu phương Bắc yếu thì ta mạnh, nếu phương Bắc mạnh thì ta yếu, ấy là đại thế thiên hạ.". | ” |

Vũ Hồng Lâm nhận định:
| “ | Quan hệ Việt-Trung trong gần 2200 năm lịch sử của nó đã trải qua nhiều thăng trầm biến đổi. Có lúc Việt Nam là quận huyện của Trung Quốc mà cũng có lúc Việt Nam lại thuộc về Pháp, lấn lướt được Trung Hoa. Có lúc Việt Nam chịu thần phục Trung Quốc nhưng có lúc lại liên minh với Liên Xô để đối đầu lại Trung Hoa. Mỗi giai đoạn như vậy, trong nội bộ Việt Nam cũng như Trung Quốc đều có các quan điểm khác nhau. Phía Việt Nam có phe nhấn mạnh điểm đồng và có phe nhấn mạnh điểm dị. Phía Trung Quốc có phái coi Việt Nam như kẻ trong nhưng cũng có phái xem Việt Nam như người ngoài. Tuy nhiên, xuyên suốt gần 22 thế kỷ, tương quan vị thế giữa Việt và Trung vẫn mang một hằng số. Quan hệ Việt-Trung có thể ví như quan hệ giữa một người và một con chíp (micro- processor) gắn vào thân thể người đó: - không rời nhau được, nhưng lại - không đồng hóa được nhau, nhất là - không bao giờ cùng đẳng cấp, - và nhiều đặc điểm khác. Xuyên suốt gần 22 thế kỷ, cái nhìn của Trung Quốc về Việt Nam giống như cái nhìn của một người về con chip gắn vào thân thể người đó. Cái nhìn của Việt Nam về Trung Quốc giống như cái nhìn của con chip về cơ thể mà nó gắn vào. | ” |

Nhận định của Nguyễn Thị Mai Hoa:
| “ | Cũng như một số quốc gia trong khu vực, Việt Nam có người láng giềng phương Bắc to lớn là Trung Quốc. Quan hệ Việt - Trung đã trải qua những thăng trầm lịch sử, được bình thường hóa vào năm 1991 và hiện tại trong quan hệ giữa hai nước "điểm nhạy cảm" là biển Đông lại dậy sóng.Với tầm quan trọng của biển Đông, Trung Quốc luôn coi đây là "không gian sinh tồn",đặt mục tiêu phải sở hữu bằng được các lợi ích của biển Đông, tuyên bố chủ quyền đối với hầu hết lãnh hải biển Đông, biến biển Đông thành "ao sau" nhà mình, nhằm mở rộng cương vực sinh tồn, tạo thêm sức mạnh trong cán cân quyền lực ở châu Á - Thái Bình Dương. Các lấn chiếm của Trung Quốc trên biển Đông không những sẽ hạn chế khả năng, triển vọng kinh tế của Việt Nam, mà còn làm cho Việt Nam rất dễ bị sức ép của Trung Quốc về phương diện quân sự. Xung quanh những bất đồng về biển Đông, hai nước đã không ít lần có đụng độ vũ trang, va chạm trên biển, lúc căng thẳng, lúc chùng xuống, song mật độ thì có vẻ như ngày càng dày hơn dù hai nước tuyên bố kiềm chế và giải quyết thông qua đối thoại, thương lượng hòa bình. Trong điều kiện đó, Việt Nam cần nhiều bạn bè đồng minh hơn bao giờ hết. | ” |

Tướng Quân đội Nhân dân Nguyễn Trọng Vĩnh cho là:
| “ | Trung Quốc "nghiễm nhiên đứng được trên nóc nhà Đông Dương – vị trí chiến lược trọng yếu của Việt Nam – qua kế hoạch khai thác bô-xít Tây nguyên, rồi thuê rừng đầu nguồn trong 50 năm, tự ý bày ra "đường lưỡi bò" để chiếm gần trọn biển Đông, cấm đánh cá, bắn giết, bắt, phạt tiền ngư dân Việt Nam, thuê dài hạn 1 đoạn bờ biển Đà Nẵng. Đó là chưa kể họ xây đập trên thượng nguồn sông Mêkông khiến tác hại đến "vựa lúa", hoa màu và thủy sản ở Nam Bộ.... Thế là, trên khắp đất nước ta, từ "nóc nhà Đông Dương", từ rừng núi tới đồng bằng, đến ven biển đã có hàng vạn người Trung Quốc rải ra, có là mối nguy tiềm ẩn không? Từ những tình hình trên, rõ ràng Việt Nam ta bị hại đủ đường, và bị o ép tứ phía. Vì đâu nên nỗi này? Nhân dân ta nghĩ gì?" | ” |

Nhà thơ Bùi Minh Quốc cho rằng:
| “ | Lâu nay khi nói đến chống diễn biến hòa bình chúng ta thường chỉ chú ý nhìn về phía tây, phía các nước đế quốc thù địch cũ. Thế là chệch hướng rất tai hại, là mất cảnh giác rất nghiêm trọng, một sự mất cảnh giác chiến lược...Trước hết phải vạch ra cho cụ thể, dứt khoát: trong các thế lực thù địch hiện nay, thì thế lực nào là nguy hiểm nhất? Câu trả lời đã rõ như ban ngày: đó là thế lực bành trướng hiện đại trong giới cầm quyền Trung Quốc, chứ không phải những thế lực từ phương tây hay từ cộng đồng người Việt hải ngoại." | ” |

Nhận định nhân chuyến thăm 3 ngày, từ 25 tới 27/12/2014, của lãnh đạo cao cấp Trung Quốc, Du Chính Thanh, Chủ tịch Chính hiệp Trung Quốc, gặp gỡ các lãnh đạo cao cấp của Việt Nam từ Tổng bí thư, tới Chủ tịch Nước và Thủ tướng Chính phủ.
- Về hệ thống chính sách và chiến lược đối nội và đối ngoại của Trung Quốc, nhà nghiên cứu Nguyễn Khắc Mai, nguyên Vụ trưởng Vụ Nghiên cứu thuộc Ban Dân vận Trung ương nói: "Những điều mà Trung Quốc hiện nay họ đang làm là một ẩn số, Trung Quốc đang là một ẩn số. Nhưng cái lộ rõ để cho người ta thấy thì nó thể hiện chủ nghĩa bá quyền Đại Hán, mà con đường, phương thức vẫn là Đế quốc Chủ nghĩa. Dùng bạo quyền để mở rộng biên giới, mở rộng vùng ảnh hưởng, mở rộng cái thể địa chính trị mới bằng con đường như thế."
- Phó Giáo sư Hoàng Ngọc Giao, nguyên Vụ Phó Ban Biên giới Chính phủ nhận xét: "... nhưng tôi tin chắc rằng họ vẫn kiên định đường lối của họ trong quan hệ mang tính chất nước lớn áp đặt đối với Việt Nam."

Ông Lê Hồng Hiệp nhận định:
| “ | ... trong khi quan hệ của Hà Nội với Hoa Kỳ ngày càng cải thiện, đặc biệt là trên khía cạnh niềm tin chiến lược, thì quan hệ Việt - Trung vẫn đang căng thẳng, niềm tin giảm sút, chủ yếu do vấn đề tranh chấp Biển Đông. Tuy xu hướng là như vậy, nhưng thực tế diễn tiến các cặp quan hệ đó không mang tính tuyến tính, mà có sự thăng trầm theo thời gian, phụ thuộc vào nhiều yếu tố. Do sự cạnh tranh chiến lược ngày càng gia tăng giữa Mỹ và Trung Quốc nên nhìn chung ở đây có sự tương tác qua lại giữa hai cặp quan hệ. Mỹ - Trung như hai cực trái dấu, Việt Nam nằm ở giữa. Dù Việt Nam muốn giữ cân bằng giữa hai bên, nhưng rõ ràng việc dịch lại gần một bên sẽ ảnh hưởng tiêu cực tới quan hệ với bên còn lại... duy trì sự cân bằng giữa Mỹ và Trung Quốc là một trong những thách thức lớn nhất về chính sách đối ngoại mà Việt Nam phải xử lý trong thời gian tới... chính sách đối ngoại Việt Nam hiện tại thực dụng và ít dựa vào ý thức hệ hơn so với trước Đổi Mới. Điều này thể hiện rõ nhất qua lập trường cứng rắn hơn của Việt Nam trong vấn đề Biển Đông và trong quan hệ với Trung Quốc, quốc gia có chung ý thức hệ, cũng như việc Việt Nam xích lại gần hơn với Hoa Kỳ bất chấp khác biệt chính trị... Xử lý tranh chấp Biển Đông là một thách thức khác trong chính sách đối ngoại hiện nay của Việt Nam. Phải thừa nhận rằng đây là một vấn đề vô cùng khó khăn vì Việt Nam phải đối đầu với một Trung Quốc mạnh hơn nhiều lần về mọi mặt, lại đang trong thế đi lên, đặc biệt lại có chiều hướng thách thức trật tự khu vực hiện tại và muốn diễn dịch luật pháp quốc tế theo hướng có lợi cho mình. Theo tôi cho đến lúc này thì chính sách của Việt Nam đối với vấn đề Biển Đông đang đi đúng hướng. Có thể có người chỉ trích chính sách của Việt Nam quá mềm mỏng với Trung Quốc, như trong vụ Cá Rồng Đỏ, nhưng như đã nói, Việt Nam có thể làm được gì hơn trước một Trung Quốc vừa mạnh vừa hung hăng như thế? Xung đột vũ trang sẽ là một lựa chọn không khả thi... Mục tiêu của Việt Nam là vừa bảo vệ lợi ích trên Biển Đông, vừa giữ được hòa bình, ổn định để phát triển, nên có lúc phải lùi một bước để tiến hai bước. Trong những bước tiến đó thời gian qua tôi cho rằng những điểm nhấn quan trọng là việc Việt Nam không ngừng tăng cường năng lực quân sự và chấp pháp biển, và gia tăng quan hệ quốc phòng, chiến lược với các cường quốc chủ chốt và là đối thủ cạnh tranh của Trung Quốc như Mỹ, Nhật, Ấn Độ. Tôi nói chuyện với nhiều chuyên gia nước ngoài thì họ đều đánh giá cao Việt Nam trên những khía cạnh này trong việc đối phó với vấn đề Biển Đông. | ” |

## Trung Quốc trong mắt công dân Việt Nam
Qua kết quả thăm dò của Trung tâm Nghiên cứu Pew có trụ sở tại Mỹ công bố hôm 14/7, tại Việt Nam, hơn 60% những người được hỏi cho biết họ ‘hết sức lo ngại’ về tranh chấp chủ quyền với Trung Quốc trong khi 56% số người được khảo sát ở Philippines cũng cho đáp án tương tự.
Dẫn lời từ Thanh Phong (Công dân Việt Nam):
 "Có cảm giác như là có ác cảm với người Trung Quốc luôn. Những năm gần đây, người Trung Quốc qua Việt Nam làm việc, họ có thái độ rất là kỳ cục. Cho nên, giờ người Việt cũng không thích người Trung Quốc mấy nữa. Hiện nay càng lúc càng đi xuống, xuống tới mức rất thấp. Hồi trước không đến nỗi người ta kỳ thị Trung Quốc, nhưng vài năm gần đây, các vấn đề từ thực phẩm đến nguy cơ bị xâm lược khiến người ta càng lúc càng kỳ thị người Trung Quốc nhiều hơn. Người ta vừa ghét, vừa kỳ thị."

## Cơ quan ngoại giao
Cơ quan ngoại giao của Trung Quốc tại Việt Nam:
- Hà Nội (Đại sứ quán).
- Thành phố Hồ Chí Minh (Lãnh sự quán).
- Đà Nẵng (Lãnh sự quán).

Cơ quan ngoại giao của Việt Nam tại Trung Quốc:
- Bắc Kinh (Đại sứ quán).
- Quảng Châu (Lãnh sự quán).
- Nam Ninh (Lãnh sự quán).
- Hồng Kông (Lãnh sự quán).
- Côn Minh (Lãnh sự quán).
- Thượng Hải (Lãnh sự quán).